# Yeongdong
Powiat Yeongdong (kor. 증평군, Yeongdong-gun) znajduje się w prowincji Chungcheong Północny w Korei Południowej.
Podczas wojny koreańskiej w wiosce Nogeun-ri, położonej w Hwanggan-myeon, z rąk amerykańskich żołnierzy zginęło tu wielu koreańskich cywili w trakcie zdarzenia zwanego, od nazwy wioski, Nogeun-ri.

## Symbole
- Ptak - gołąb - reprezentuje pokojowe nastawienie mieszkańców powiatu
- Kwiat - różanecznik żółty (azalia) - kwiat widoczny w wielu miejscach powiatu
- Drzewo - persymona - uprawiane w całym powiecie, popularne drzewo w miasteczku Yŏngdong

## Warto zobaczyć
- Góra Minjuji (1242 m n.p.m.) - należy do gór Sobaek, które z kolei są częścią gór Taebaek
- Songho - położony w górnej części rzeki Geumgang resort o powierzchni 86000 km²
- Wodospad Okgye - wys. 30 m
- Chodong - założona w 1995 roku wioska górska, ośrodek narciarski
- Festiwal tradycyjnej muzyki koreańskiej Nangye odbywający się co roku we wrześniu lub październiku
- Konfucjańska szkoła i świątynia Yeongdong
- Konfucjańska szkoła i świątynia Hwanggon
- Świątynia Yeongguk (Yeongguk-sa)
- Świątynia Banya (Banya-sa)